# Mortes em dezembro de 2012
Mortes em 2012: ← Janeiro – Fevereiro – Março – Abril – Maio – Junho – Julho – Agosto – Setembro – Outubro – Novembro – Dezembro →
Esta é uma relação de pessoas que morreram durante o mês de dezembro de 2012, listando nome, ocupação, nacionalidade, ano de nascimento e referência.

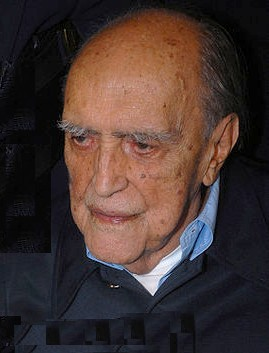
Oscar Niemeyer, arquiteto brasileiro.

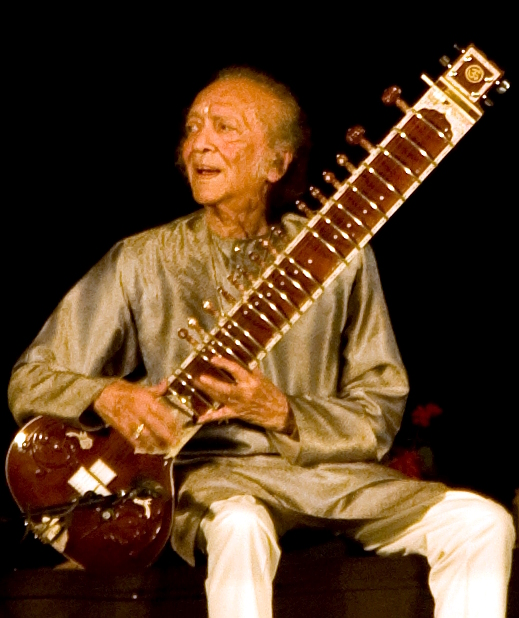
Ravi Shankar, músico e compositor indiano.

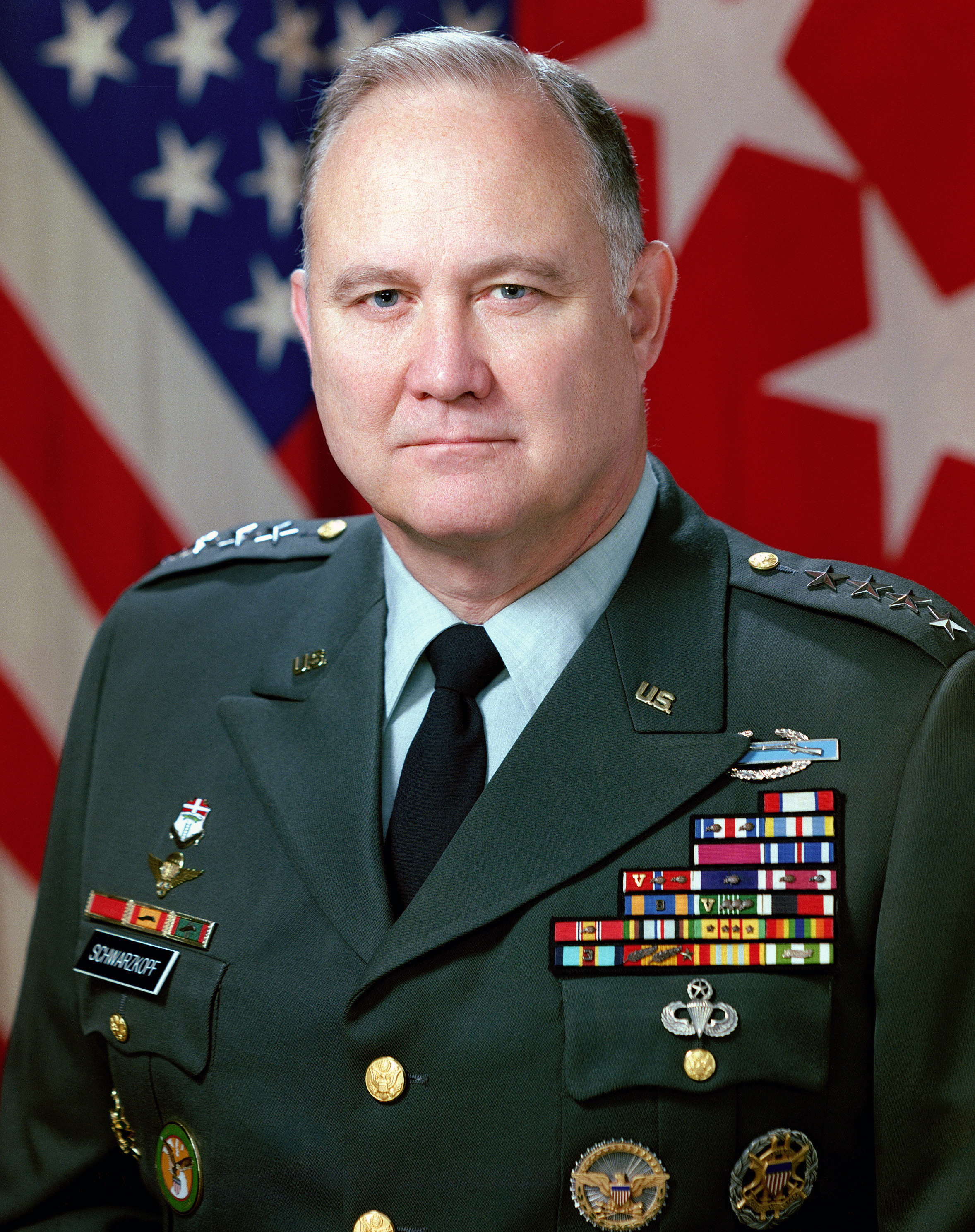
Norman Schwarzkopf, militar estadunidense.

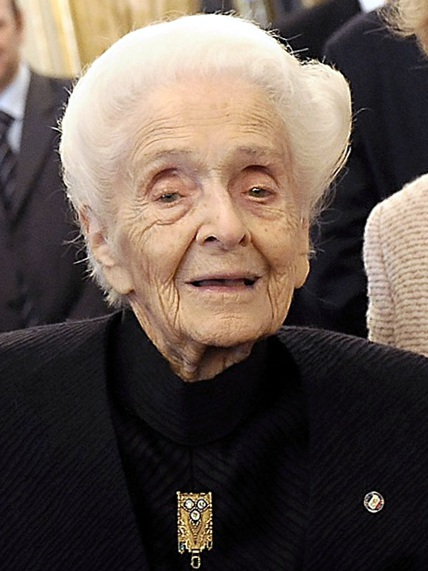
Rita Levi-Montalcini, médica neurologista e cientista italiana.

| Dia | Nome                   | Profissão ou motivo de reconhecimento | País                   | Ano de nasc. | Ref           |
| --- | ---------------------- | ------------------------------------- | ---------------------- | ------------ | ------------- |
| 1   | Jovan Belcher          | Jogador de futebol americano          | Estados Unidos         | 1985         | [ 1 ]         |
| 2   | Ehsan Naraghi          | Escritor e sociólogo                  | Irão                   | 1926         | [ 2 ]         |
| 2   | Décio Pignatari        | Poeta                                 | Brasil                 | 1927         | [ 3 ]         |
| 3   | Tommy Berggren         | Futebolista                           | Suécia                 | 1950         | [ 4 ]         |
| 4   | Miguel Calero          | Futebolista                           | Colômbia               | 1971         | [ 5 ]         |
| 4   | Besse Cooper           | Supercentenária                       | Estados Unidos         | 1896         | [ 6 ]         |
| 4   | José Alves da Costa    | Religioso                             | Brasil                 | 1939         | [ 7 ]         |
| 5   | Dave Brubeck           | Músico                                | Estados Unidos         | 1920         | [ 8 ]         |
| 5   | Oscar Niemeyer         | Arquiteto                             | Brasil                 | 1907         | [ 9 ]         |
| 7   | Art Larsen             | Tenista                               | Estados Unidos         | 1925         | [ 10 ]        |
| 9   | André José Adler       | Jornalista esportivo                  | Brasil                 | 1944         | [ 11 ]        |
| 9   | Jenni Rivera           | Cantora                               | Estados Unidos/ México | 1969         | [ 12 ]        |
| 10  | Iajuddin Ahmed         | Ex-presidente                         | Bangladesh             | 1931         | [ 13 ]        |
| 10  | Gutemberg Monteiro     | Desenhista de HQ                      | Brasil                 | 1916         | [ 14 ]        |
| 10  | Lisa della Casa        | Cantora lírica                        | Suíça                  | 1919         | [ 15 ]        |
| 11  | Ravi Shankar           | Maestro e compositor                  | Índia                  | 1920         | [ 16 ]        |
| 11  | Ilka Brunhilde Laurito | Escritora                             | Brasil                 | 1925         | [ 17 ]        |
| 12  | Caspar Erich Stemmer   | Engenheiro mecânico                   | Brasil                 | 1930         | [ 18 ]        |
| 14  | Klaus Köste            | Ginasta                               | Alemanha               | 1943         | [ 19 ]        |
| 14  | Marion Stokes          | Bibliotecária e arquivista            | Estados Unidos         | 1929         | [ 20 ]        |
| 16  | Adam Ndlovu            | Futebolista                           | Zimbabwe               | 1970         | [ 21 ]        |
| 16  | Iñaki Lejarreta        | Ciclista                              | Espanha                | 1983         | [ 22 ]        |
| 16  | Manguito               | Futebolista                           | Brasil                 | 1953         |               |
| 17  | Daniel Inouye          | Político                              | Estados Unidos         | 1924         | [ 23 ]        |
| 17  | Dina Manfredini        | Supercentenária                       | Itália                 | 1897         | [ 24 ]        |
| 19  | Amnon Lipkin-Shahak    | Militar                               | Israel                 | 1944         | [ 25 ]        |
| 19  | Keiji Nakazawa         | Mangaká                               | Japão                  | 1939         | [ 26 ]        |
| 20  | Thelma Reston          | Atriz                                 | Brasil                 | 1937 ou 1939 | [ 27 ]        |
| 21  | Lee Dorman             | Músico                                | Estados Unidos         | 1942         | [ 28 ]        |
| 22  | Arkadi Vorobiov        | Halterofilista                        | Rússia                 | 1924         | [ 29 ]        |
| 22  | Christopher Lee        | Ativista e cineasta                   | Estados Unidos         | 1964         | [ 30 ]        |
| 23  | Lêdo Ivo               | Escritor                              | Brasil                 | 1924         | [ 31 ]        |
| 23  | Anand Abhyankar        | Ator                                  | Índia                  | 1963         | [ 32 ]        |
| 24  | Richard Rodney Bennett | Compositor                            | Inglaterra             | 1936         | [ 33 ]        |
| 24  | Ray Collins            | Músico e cantor                       | Estados Unidos         | 1936         | [ 34 ]        |
| 24  | Jack Klugman           | Ator                                  | Estados Unidos         | 1922         | [ 35 ]        |
| 24  | Charles Durning        | Ator                                  | Estados Unidos         | 1923         | [ 36 ]        |
| 25  | Dona Canô              | Personalidade influente               | Brasil                 | 1907         | [ 37 ]        |
| 25  | Othmar Schneider       | Esquiador alpino                      | Áustria                | 1928         | [ 38 ]        |
| 26  | Gerry Anderson         | Roteirista                            | Inglaterra             | 1929         | [ 39 ]        |
| 26  | Luiz Noriega           | Locutor esportivo                     | Brasil                 | 1930         | [ 40 ]        |
| 26  | Fontella Bass          | Cantora                               | Estados Unidos         | 1940         | [ 41 ]        |
| 27  | Norman Schwarzkopf     | Militar                               | Estados Unidos         | 1934         | [ 42 ]        |
| 27  | Harry Carey Jr.        | Ator                                  | Estados Unidos         | 1921         | [ 43 ]        |
| 28  | Emmanuel Scheffer      | Treinador de futebol                  | Israel/ Alemanha       | 1924         | [ 44 ]        |
| 29  | Paulo Rocha            | Cineasta                              | Portugal               | 1935         | [ 45 ]        |
| 29  | Salvador Reyes         | Futebolista                           | México                 | 1936         | [ 46 ]        |
| 30  | Rita Levi-Montalcini   | Neurologista e cientista              | Itália                 | 1909         | [ 47 ] [ 48 ] |